# Защита персональных данных в Интернете в странах Европейского союза
Персональные данные — это любая информация, относящаяся к прямо или косвенно определенному или определяемому физическому лицу (субъекту персональных данных)
Согласно законодательству Европейского Союза, к «персональным данным» относится любая информация, относящаяся к идентифицированному физическому лицу или физическому лицу, которое может быть идентифицировано («субъекту данных»). Это можно сделать прямо или косвенно через ряд факторов, присущих его физической психологической, ментальной, экономической, культурной и социальной индивидуальности. Таким образом, это любая информация, которая касается индивида: его имя, номер телефона, расовая принадлежность, номер социальной карты и пр.

## История
С началом стремительного развития информационных технологий, распространением онлайн сервисов в интернете, развитием международных практик ведения бизнеса и возрастающей популярностью социальных сетей современное общество сталкивается с проблемой правового регулирования интернет
пространства.
Наряду с США Европейский Союз имеет наиболее развитую систему правовых гарантий в данной области. Европейская Хартия прав человека признает право на защиту персональных данных в качестве одного из фундаментальных прав человека. В ней, в частности, зафиксировано: «каждый имеет право на защиту личных данных, касающихся его или её».

## Нормативная база
Основным документом, регулирующим право граждан стран ЕС на защиту персональных данных, является Общий регламент защиты персональных данных (GDPR). Статья 5 данного документа отражает главные принципы, которым руководствуется ЕС в проведении политики защиты персональных данных.
С одной стороны в документе декларируется стремление к свободному перемещению информации между странами-членами ЕС, с другой — предоставляются гарантии защиты основных прав граждан, в число которых входит право на неприкосновенность личных данных и их защиту от третьих лиц.
Он дает определение понятия «персональных данных». Согласно статье 4(1) к «персональным данным» относится любая информация, относящаяся к идентифицированному физическому лицу или физическому лицу, которое может быть идентифицировано, («субъекту данных»). Это можно сделать прямо или косвенно через ряд факторов, присущих его физической психологической, ментальной, экономической, культурной и социальной индивидуальности. Таким образом, это любая информация, которая касается индивида: его имя, номер телефона, расовая принадлежность, номер социальной карты и пр.
Следует отметить, что Еврокомиссия, несмотря на жесткие требования по срокам реализации директивы, успела создать мощный институт консультаций и поддержки, а также реализовать механизмы контроля по соблюдению установленных и принципов в сфере защиты персональных данных граждан. Первым практическим воплощением этих механизмов стала созданная в 1996 г. Рабочая группа 29-й статьи, которая направлена на гармонизацию европейского права в сфере защиты персональных данных. В связи с принятием в апреле 2016 г. Общего регламента защиты персональных данных рабочая группа была переименована в Европейский совет защиты персональных данных (англ. European Data Protection Board).
Важным шагом в развитии гарантий защиты стало также решение, которое обязало членов Европейского Союза создавать специальные независимые институты, которые должны следить за выполнением принципов защиты персональных данных в интернете в каждой из стран ЕС, а также принимать жалобы от своих граждан о нарушении их прав. Сегодня почти каждое государство Евросоюза имеет подобный институт, во главе которого стоит Комиссар по защите информации.

## Обновление законодательства в XXI веке
Развитие правовых основ данной области в Европе не стоит на месте. На совместном заседании комиссии Европейского парламента, Европейского социально-экономического комитета и Комитета регионов январе 2012 г. обсуждались перспективы усовершенствования законодательства в области защиты персональных данных в XXI в..
На заседании было отмечено, что, несмотря на то, что принятие директивы 95/46/ЕС было ключевым этапом в истории развития информационной защиты граждан, она была принята 17 лет назад, когда
интернет только начинал своё развитие. Сегодня существующие нормы не соответствуют задачам эффективной защиты персональных данных в интернете. В силу этого, ЕС приступил к созданию новой правовой базы в данной области, которая охватывала бы все страны ЕС, а также частично третьи страны.
Новый поход был представлен в документе, разработанным в конце января 2012 г. В нём особо подчеркивалась роль технологического прогресса и процесса глобализации в создании новых вызовов в деле защиты персональных данных.
Помимо распространения социальных сетей, пользователями которых сегодня являются 347 млн европейцев, в качестве примера высокой незащищенности данных граждан в докладе также упоминалось так называемое «облачное хранилище». При данной модели хранения информации используются многочисленные удаленные в сети серверы, предоставляемые в пользование клиентам третьей стороной. Информация пользователей хранится и обрабатывается в одном виртуальном сервере. Имея определенные преимущества, данная модель хранения может содержать в себе потенциальную угрозу безопасности данных, особенно когда речь идет о конфиденциальной, приватной информации. Фактически она может быть доступна интернет-провайдерам, и здесь также требуются правые гарантии для граждан.
В документе также отмечается, что способы сбора данных становятся все более сложными для мониторинга и контроля. Например, процедуры, предусматривающие автоматический сбор данных, в число которых входит электронная покупка билетов, определение местонахождения человека с помощью телефонных устройств и многое другое. К этому нужно добавить, что правительство также имеет заинтересованность в сборе и хранении данных о своих гражданах, например, для предотвращения террористических актов, для налогообложения, реализации инициатив, связанных с электронным правительством.
На основе проведенных исследований и анализа существующего законодательства власти ЕС признали релевантность принципов, закрепленных в директиве 95/46/ЕС. Однако несколько аспектов, которые были признаны в качестве проблемных, требуют особого решения. Среди них:
1. Оперативное законодательное реагирование на появление новых угроз в области защиты персональных данных, связанных с распространением новых технологий.
2. Гармонизация внутреннего законодательства на всем пространстве ЕС для упрощения деятельности международных компаний.
3. Процессы глобализации и международный трансферт данных.
4. Обеспечение более надежных институциональных форм защиты персональных данных[12].

Важно отметить, что главным принципом, которым руководствуются европейцы в области защиты персональных данных, является принцип максимальной открытости. Любой гражданин должен иметь право на информацию о том, кем и с какой целью его данные используются, хранятся и обрабатываются, как долго они хранятся, и какие у него есть права в том случае, если он захочет получить доступ к ним, удалить свои данные или изменить их.
Новые изменения, которые готовится принять ЕС, также будут основываться на принципах защиты информации и одновременно её свободного обмена и передачи. Немаловажно и то, что европейский законопроект предусматривает «право на цифровое забвение» (англ. — the right to be forgotten). В случае если пользователь более не хочет, чтобы его данные подвергались обработке, и нет легальных оснований для её хранения, он имеет право удалить свои персональные данные самостоятельно.
Таким образом, Европейское право в области защиты персональных данных, прошедшее через долгий путь становления, продолжает своё развитие. Более 70 % европейцев согласно социологическим опросам обеспокоены состоянием защиты личной информации в интернете, поэтому развитие законодательства в данной сфере остается одним из наиболее актуальных вопросов для Европы